# Кац, Аркадий Фридрихович
Арка́дий Фри́дрихович Кац (род. 5 января 1931, Николаев) — советский и российский театральный режиссёр и педагог. Народный артист Латвийской ССР (1976), Народный артист Украины (2004), Заслуженный деятель искусств Российской Федерации (2007).

## Биография
Родился в Николаеве (УССР), в семье финансового работника. Послевоенные годы провёл в Одессе, где занимался в театральном кружке при клубе медработников.
В шестнадцать лет поступил на актёрское отделение Одесского театрального училища (педагоги: А. М. Максимов, М. И. Каменецкая, З. Г. Дьяконова), которое окончил в 1951 году. Был принят актёром в Одесский театр Советской армии (с перерывом на три месяца в 1952 году, когда гастролировал с Русским драматическим театром из Бельцов, МССР).
После службы на флоте поступил на режиссёрский факультет Ленинградского государственного института театра, музыки и кинематографии (педагоги: А. А. Музиль, А. И. Кацман). После окончания получил распределение в Куйбышевский театр, но поехав за женой в Ижевский русский драматический театр, провёл там два года.
Режиссёр Рижского театра русской драмы с 1963 года, затем главный режиссёр — до 1988 года.
Режиссёр Государственного театра имени Е. Вахтангова (1988—2002), с 2002 года режиссёр Театра «У Никитских ворот». В 2014—2016 годах — режиссёр Тамбовского драматического театра.
Преподавал на театральном факультете Латвийской государственной консерватории имени Я. Витола и актёрском факультете Университета штата Мичиган.
Юбилею режиссёра был посвящён театральный фестиваль его постановок, организованный Тамбовским и Ульяновским драмтеатрами в 2016 году. Кроме спектаклей двух трупп в нём приняли участие артисты творческой лаборатории «Актёрский дом» при Центральном доме актёра имени А. А. Яблочкиной с двумя работами по А. Чехову.

### Семья
Супруга — Райна Борисовна Праудина (1935—2019), театральная актриса, народная артистка Латвийской ССР, дочь актёра и режиссёра Б. И. Праудина (1908—1974). Сын — Анатолий Праудин (род. 1961), театральный режиссёр.

## Признание и награды
- 1963 — Заслуженный артист Удмуртской АССР;
- 1976 — Народный артист Латвийской ССР;
- 2004 — Народный артист Украины (19 апреля 2004) — за весомый личный вклад в развитие культурных связей между Украиной и Российской Федерацией, многолетнюю плодотворную творческую деятельность[6];
- 2007 — Заслуженный деятель искусств Российской Федерации (3 октября 2007) — за заслуги в области искусства[7].

## Театральные постановки
Рижский театр русской драмы
- 1963 — «История одной любви» К. Симонова
- 1964 — «Рассудите нас, люди» А. Андреева
- 1965 — «Вестсайдская история» А. Лорентса и Л. Бернстайна по Э. Леману (совместно с Леонидом Белявским)
- 1965 — «Человек из Ламанчи»
- 1967 — «Ночная повесть» К. Хоиньского
- 1968 — «Чёртов кряж» Э. Ливса
- 1969 — «Варвары» М. Горького
- 1970 — «На дне» М. Горького
- 1971 — «Телевизионные помехи» К. Сакони
- 1971 — «Жанна Д’Арк» А. Упита
- 1972 — «Затюканный апостол» А. Макаёнка
- 1974 — «Беседы с Сократом» Э. Радзинского
- 1974 — «Темп-1929» инсценировка М. Захарова по пьесам Н. Погодина
- 1975 — «В списках не значился» по роману Б. Васильева
- 1976 — «По личным вопросам» П. Попогребского
- 1977 — «Король Лир» У. Шекспира
- 1977 — «На всякого мудреца довольно простоты» А. Островского
- 1978 — «Земляничная поляна» И. Бергмана (совместно с Алексеем Казанцевым)
- 1978 — «Что случилось в зоопарке» Э. Олби
- 1979 — «Вишнёвый сад» А. Чехова
- 1980 — «Дни портных в Силмачах» Р. Блауманиса
- 1981 — «Анна Снегина» по поэме С. Есенина (совместно с Семёном Лосевым)
- 1982 — «Обрыв» И. Гончарова
- 1982 — «Ревизор» Н. Гоголя (совместно с Владимиром Петровым)
- 1983 — «Чайка» А. Чехова (совместно с Семёном Лосевым)

Театр имени Е. Вахтангова
- 1991 — «Мартовские иды» Т. Уайлдера
- 1992 — «Женитьба Бальзаминова» А. Островского
- 1995 — «Варвары» М. Горького
- 1995 — «Закат» И. Бабеля

Театр «У Никитских ворот»
- 1994 — «Игра в джин» Д. Кобурна
- 2003 — «Дневник, или На всякого мудреца довольно простоты» А. Островского
- 2004 — «Скупой» Мольера
- 2004 — «Два Чехова» (часть вторая, «Юбилей») по произведениям А. П. Чехова
- 2005 — «Я, бабушка, Илико и Илларион» Н. Думбадзе и Г. Лордкипанидзе
- 2006 — «Идеальный муж» О. Уайльда
- 2007 — «Правда хорошо, а счастье лучше» А. Островского
- 2010 — «Дни нашей жизни» Л. Андреева

Омский театр драмы
- 1996 — «Три сестры» А. Чехова
- 1997 — «Волки и овцы» А. Островского
- 2001 — «Дядя Ваня» А. Чехова

Свердловский театр драмы
- 1998 — «Дядя Ваня» А. Чехова
- 1999 — «Идеальный муж» О. Уайльда

Челябинский театр драмы
- 1998 — «Мария Стюарт» Ф. Шиллера
- 2000 — «Скандал! Скандал…» по пьесе «Школа злословия» Р. Шеридана
- «Идеальный муж» О. Уайльда
- «На всякого мудреца довольно простоты» А. Островского
- «Чайка» А. Чехова[1]

«Актёрский дом» в Центральном доме актёра имени А. А. Яблочкиной
- «Анна Снегина» С. Есенина
- «В Париже» И. Бунина
- «Медведь» по А. Чехову
- «Юбилей» по А. Чехову

МХТ имени А. П. Чехова
- 2003 — «Немного нежности», по пьесе А. Николаи[8]

Латвийский Национальный театр
- 2003 — «Доходное место» Александа Николаевича Островского
- 2005 — «Школа злословия» Ричарда Бринсли Шеридана

Театр «Общество Свободных Актёров» (Рига)
- 2004 — «Дон Жуан» Мольера

Национальный театр русской драмы имени Леси Украинки
- 2007 — «Волки и овцы» А. Островского

Ульяновский театр драмы
- 2011 — «Я, бабушка, Илико и Илларион» Н. Думбадзе
- 2011 — «Горе от ума» А. Грибоедова
- «На всякого мудреца довольно простоты» А. Островского
- «Правда хорошо, а счастье лучше» А. Островского
- «Скупой» Мольера
- «Три сестры» А. Чехова

Тамбовский драматический театр
- 2014 — «Чайка» А. Чехова
- 2015 — «Волки и овцы» А. Островского
- 2016 — «Пигмалион» Б. Шоу
- 2017 — «Доходное место» А. Островского
- 2018 — «Три сестры» А. Чехова[9]